# La Gatomaquia
La Gatomaquia es un poema épico burlesco de Lope de Vega, que fue publicado un año antes de su fallecimiento, en 1634, bajo el seudónimo de Tomé de Burguillos. Se divide en siete silvas, y consta de unos 2 500 versos. Lope ya había tocado el tema épico desde diversas perspectivas, (Dragontea, Isidro, Jerusalén conquistada) aunque siempre bajo tono solemne. En esta ocasión la obra es heroicocómica, y tiene muy lejanos antecedentes formales, desde la Batracomiomaquia, hasta modelos italianos del Renacimiento, bien adaptados en España desde la Loa de la Pulga de Gutierre de Cetina, la Mosquea de Villaviciosa y otras.
El argumento presenta a Zapaquilda, bella felina y amada de Marramaquiz, convertida en una paródica Helena de Troya, y presa de las gracias del pulcro Micifuf. Tras peripecias irónicas, serenatas, retos e intentos de encantamiento, finalmente Marramaquiz rapta a Zapaquilda el día de su boda con Micifuf. Se declara la guerra entre los mininos y el Olimpo divide sus preferencias. Finalmente, Marramaquiz muere durante una salida para buscar comida, a manos de un cazador y el final feliz acontece entre Zapaquilda y Micifuf. La obra ha merecido juicios dispares. Mientras la generalidad de la crítica alaba las virtudes líricas del monstruo de la Naturaleza y el tono gracioso y al tiempo sentimental del poema, otros han puesto de manifiesto un cierto tono de licencia y de vacío.